# Ed Beach
Edward Leon Beach jr., detto Ed (Elizabeth, 25 gennaio 1929 – Morgantown, 15 marzo 1996), è stato un cestista statunitense, professionista nella NBA.

## Carriera
Venne selezionato dai Minneapolis Lakers al quinto giro del Draft NBA 1950 (56ª scelta assoluta).